# Бристол (Тенеси)
Бристол (енгл. Bristol) град је у америчкој савезној држави Тенеси.

## Демографија
По попису из 2010. године број становника је 26.702, што је 1.881 (7,6%) становника више него 2000. године.
| Група             | 2000.          | 2010.          |
| Белци             | 23.496 (94,7%) | 24.671 (92,4%) |
| Афроамериканци    | 736 (3,0%)     | 904 (3,4%)     |
| Азијати           | 158 (0,6%)     | 193 (0,7%)     |
| Хиспаноамериканци | 170 (0,7%)     | 502 (1,9%)     |
| Укупно            | 24.821         | 26.702         |